# يوجين هام
يوجين هام (بالألمانية: Eugen Hamm)‏ هو مصور سينمائي ألماني، ولد في 3 أبريل 1869 في كيهل في ألمانيا، وتوفي في 6 مايو 1944 في برلين في ألمانيا.

## وصلات خارجية
- يوجين هام على موقع IMDb (الإنجليزية)
- يوجين هام على موقع أول موفي (الإنجليزية)